# 스페인 외인부대

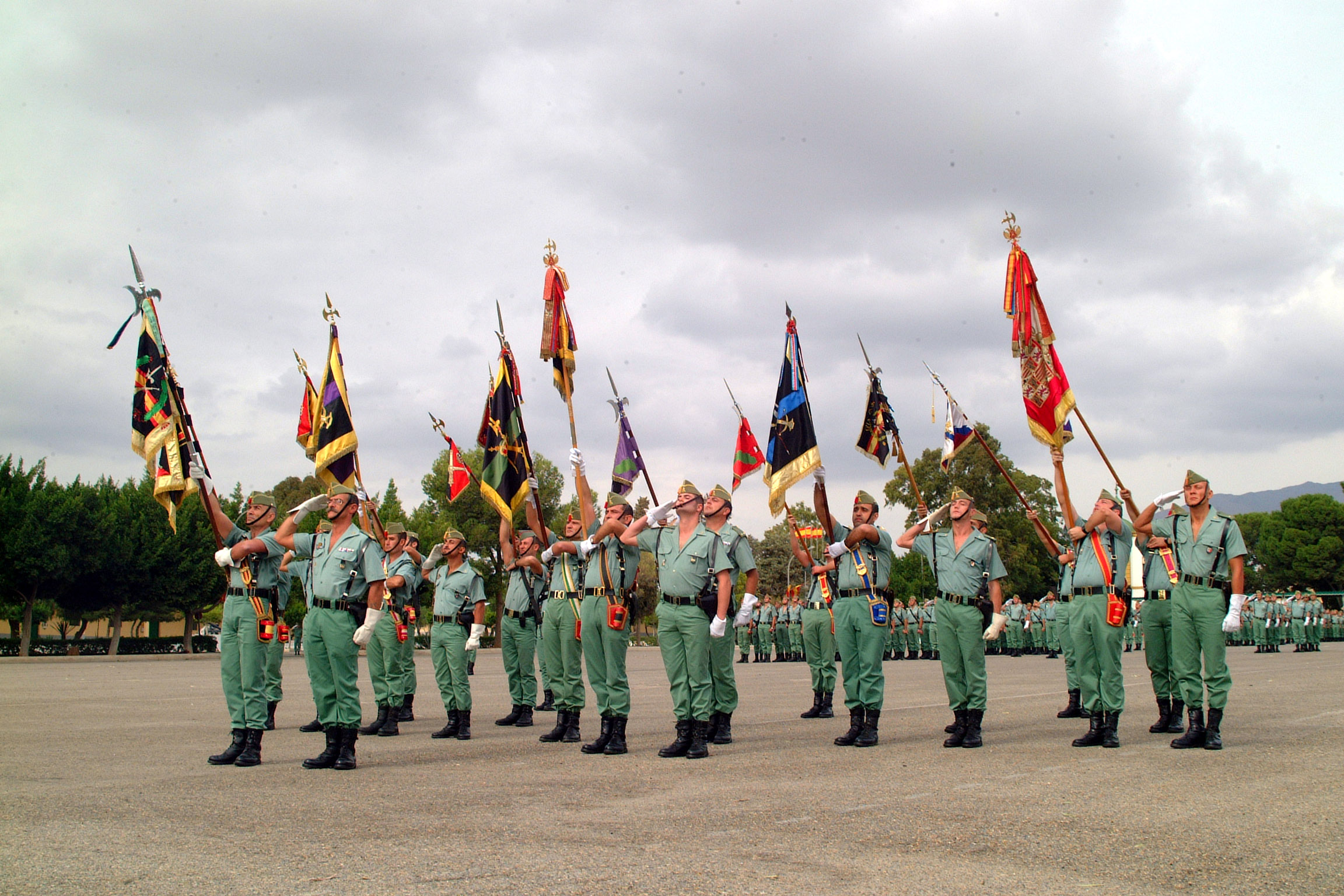
스페인 외인부대의 군인들

스페인 외인부대(스페인어: Legión Española)는 1920년 스페인 육군에 창설된 외인 부대이다. 주로 남아메리카 국적 위주의 병력으로 구성되어 있다.

## 같이 보기
- 프랑스 외인부대